# La Primavera, Colombia
La Primavera är en ort i Colombia.   Den ligger i departementet Vichada, i den centrala delen av landet, 400 km öster om huvudstaden Bogotá. La Primavera ligger 118 meter över havet och antalet invånare är 3 920.
Terrängen runt La Primavera är mycket platt.  Trakten runt La Primavera är nära nog obefolkad, med mindre än två invånare per kvadratkilometer. Det finns inga andra samhällen i närheten. Omgivningarna runt La Primavera är huvudsakligen savann.